# Obručné
Obručné (in ungherese Abroncsos) è un comune della Slovacchia facente parte del distretto di Stará Ľubovňa, nella regione di Prešov.